# Котлярня
Котля́рня (пол. Kotlarnia, нем. Jakobswalde) — село в административном районе (гмине) Берава, в Кендзежин-Козльском уезде Опольского воеводства, на юго-западе Польши.

## География
Село находится примерно в 10 километров (6 миль) к востоку от Беравы, 16 км (10 миль) к юго-востоку от Кендзежин-Козле, и 54 км (34 миль) к юго-востоку от областной столицы Ополе.

## История
До 1945 года территория была частью Германии (см. Территориальные изменения Польши после Второй мировой войны ).

## Население
В селе проживает 743 человека.

## Галерея

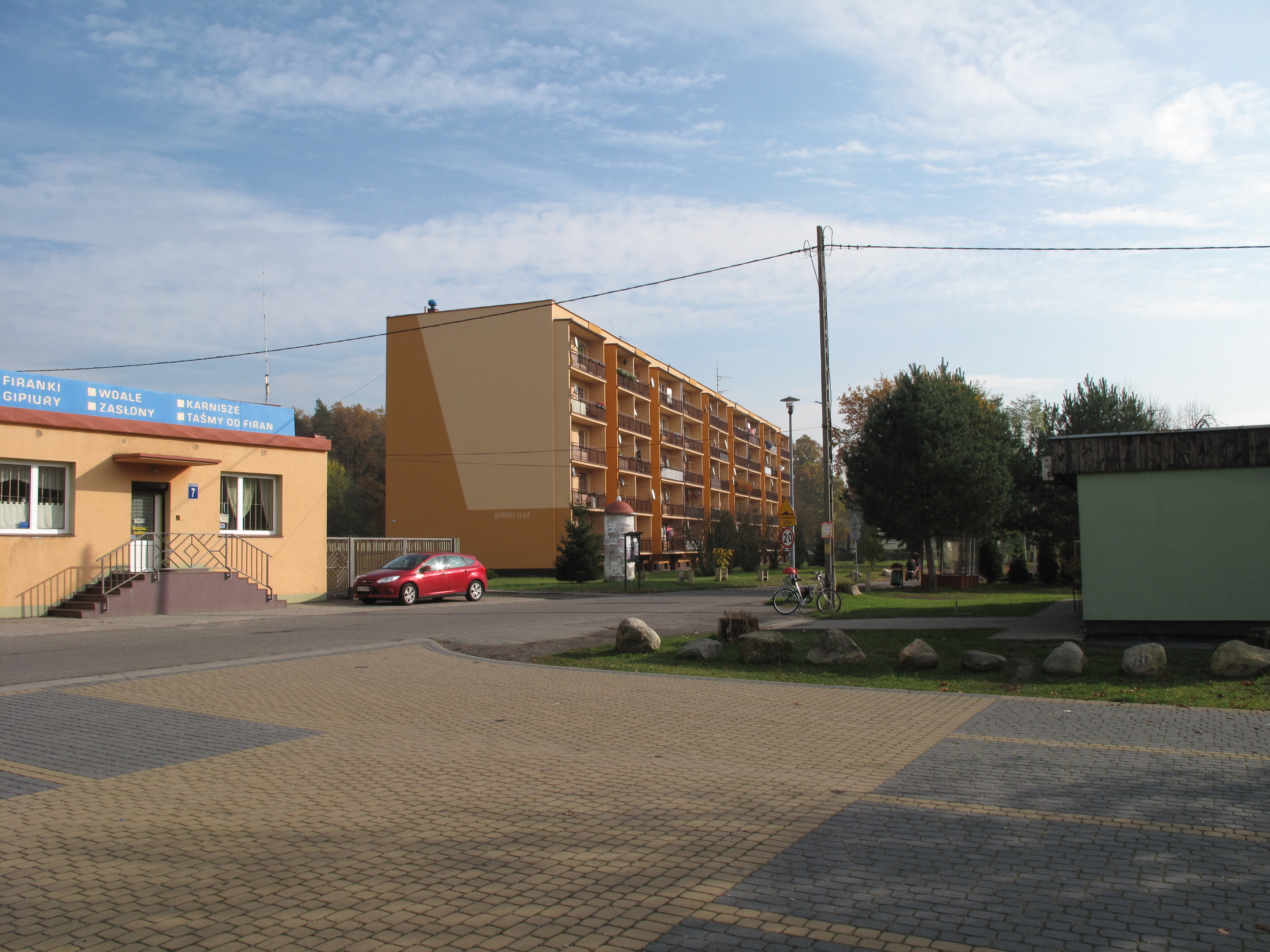
Дома
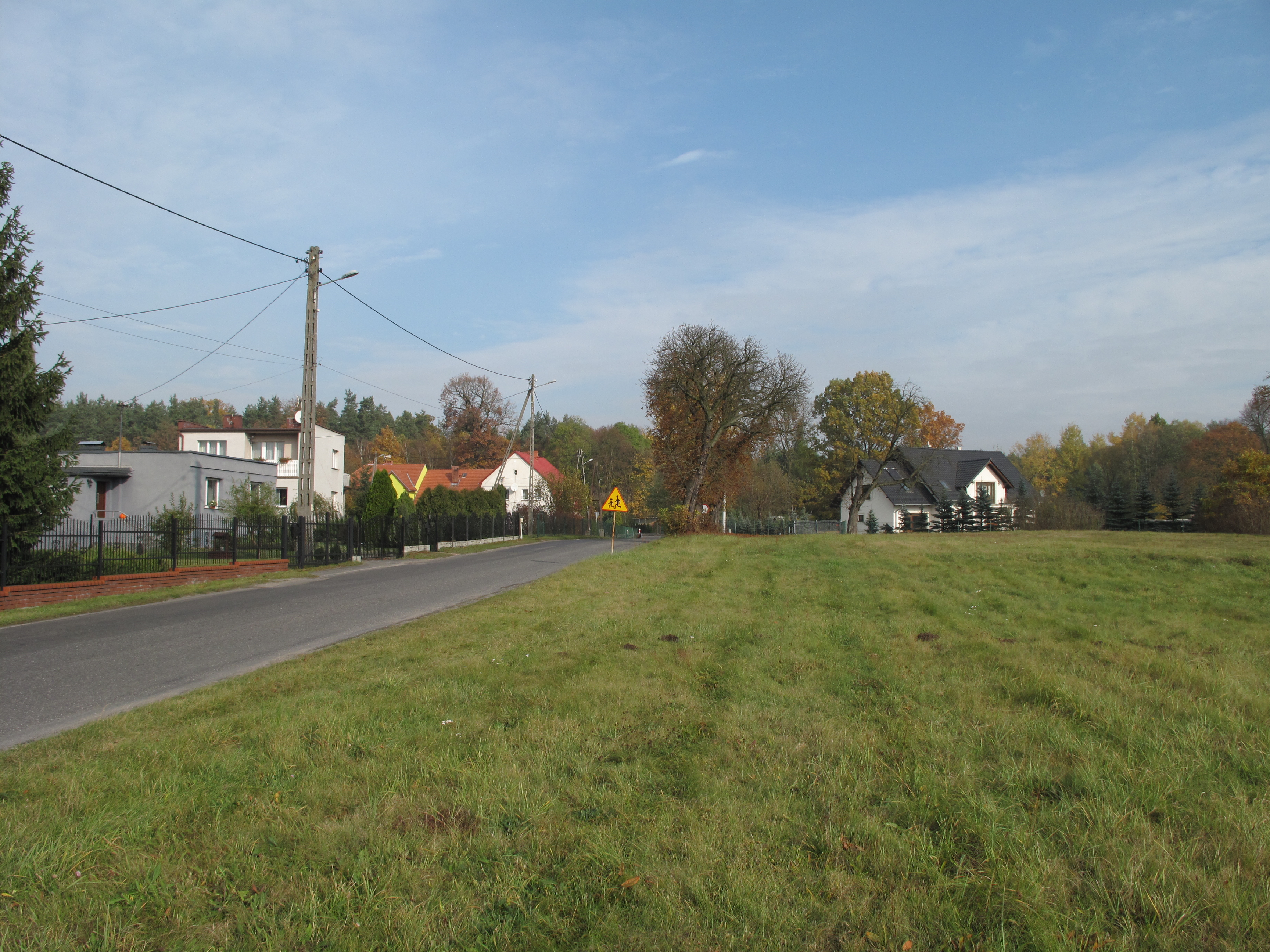
Деревенская площадь
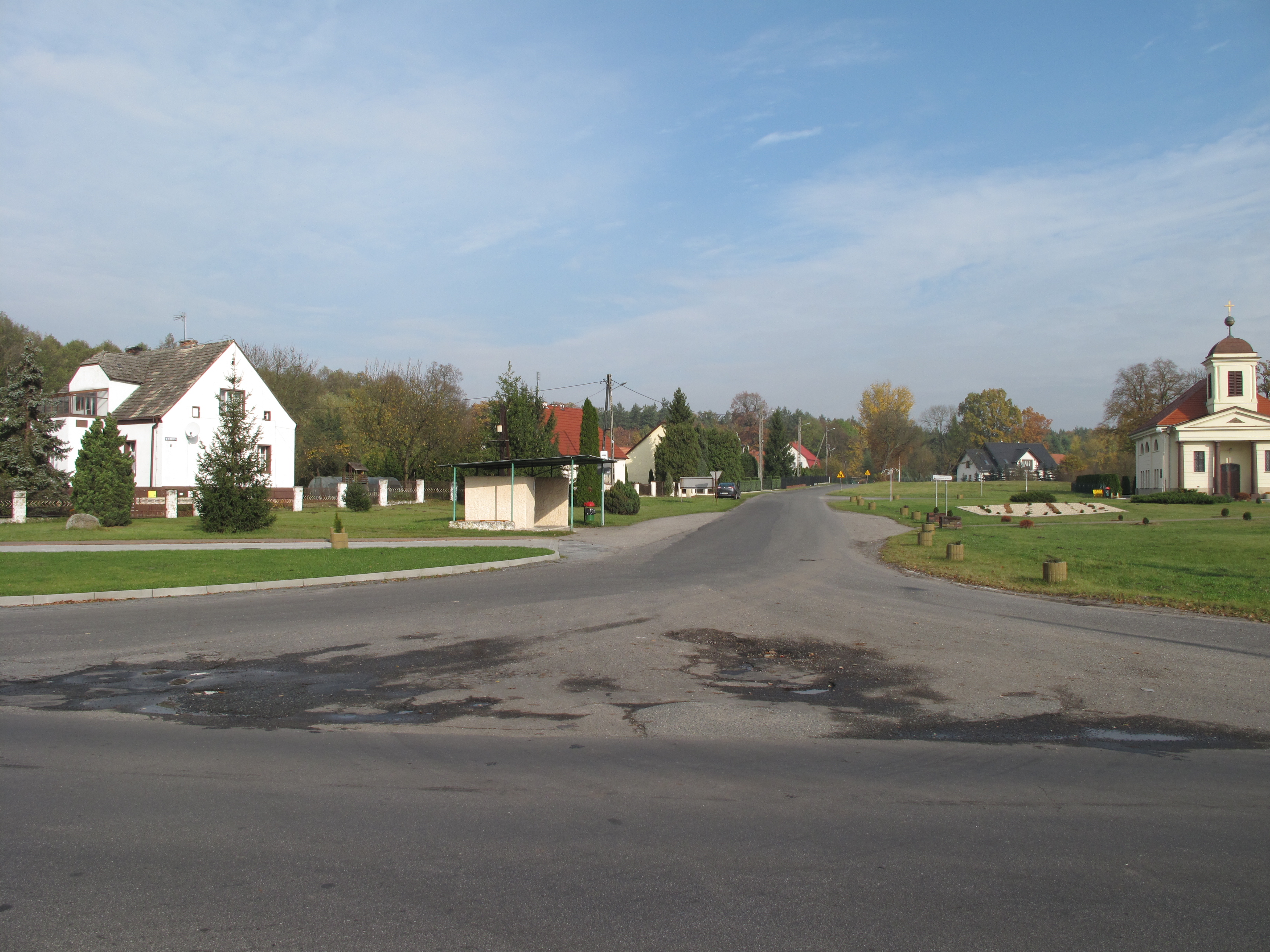
Перекресток

Во время Второй мировой войны у немцев был большой лагерь для военнопленных в месте, которое тогда называлось Якобсвальде. Здесь были заключены британские солдаты, в том числе группа еврейских пионеров из британской армии, которые добровольно вызвались из «Земли Израиля» (также известной как «Палестина», которая в то время находилась под британским мандатом). Их использовали на принудительных работах и работ в лесу. Рядом с ними был трудовой лагерь евреев, приехавших из Освенцима. Британские военнопленные делились едой с голодающими евреями Освенцима. В конце войны им всем пришлось отправиться из лагеря в Германию в так называемом Марше смерти. Марш, который стоил жизни многим.